# Silene behen
Silene behen är en nejlikväxtart som beskrevs av Carl von Linné. Silene behen ingår i släktet glimmar, och familjen nejlikväxter. Arten har ej påträffats i Sverige.